# Klockmaster
Klockmaster är en butikskedja av ur- och guld-butiker som startades 1972 under namnet Klockmäster, genom att fyra urmakare i Östergötland och Småland startade ett samarbete kring inköp av väggur och väckarur. Samarbetet växte och fler urmakare anslöt sig till gruppen. Grossistverksamheten växte med armbandsur, egna varumärken, agenturer och tillbehör. 
Idag, 2020, består kedjan av 38 butiker och kedjecentralen som ligger i Vadstena ägs av butiksägarnas gemensamt ägda holdingbolag. Kedjecentralen stödjer butikerna med inköpsavtal, marknadsföring, butiksdatasystem, klockförsäkringar, gemensam webbshop och diverse administrativ hjälp. 
Butikerna har lite olika inriktning och säljer ibland olika varumärken.